# Пухирник південний
Пухи́рник півде́нний (Utricularia australis) — багаторічна рослина родини пухирникових, один з небагатьох комахоїдних представників флори України. Вид занесений до Червоної книги України у статусі «Вразливий».

## Опис

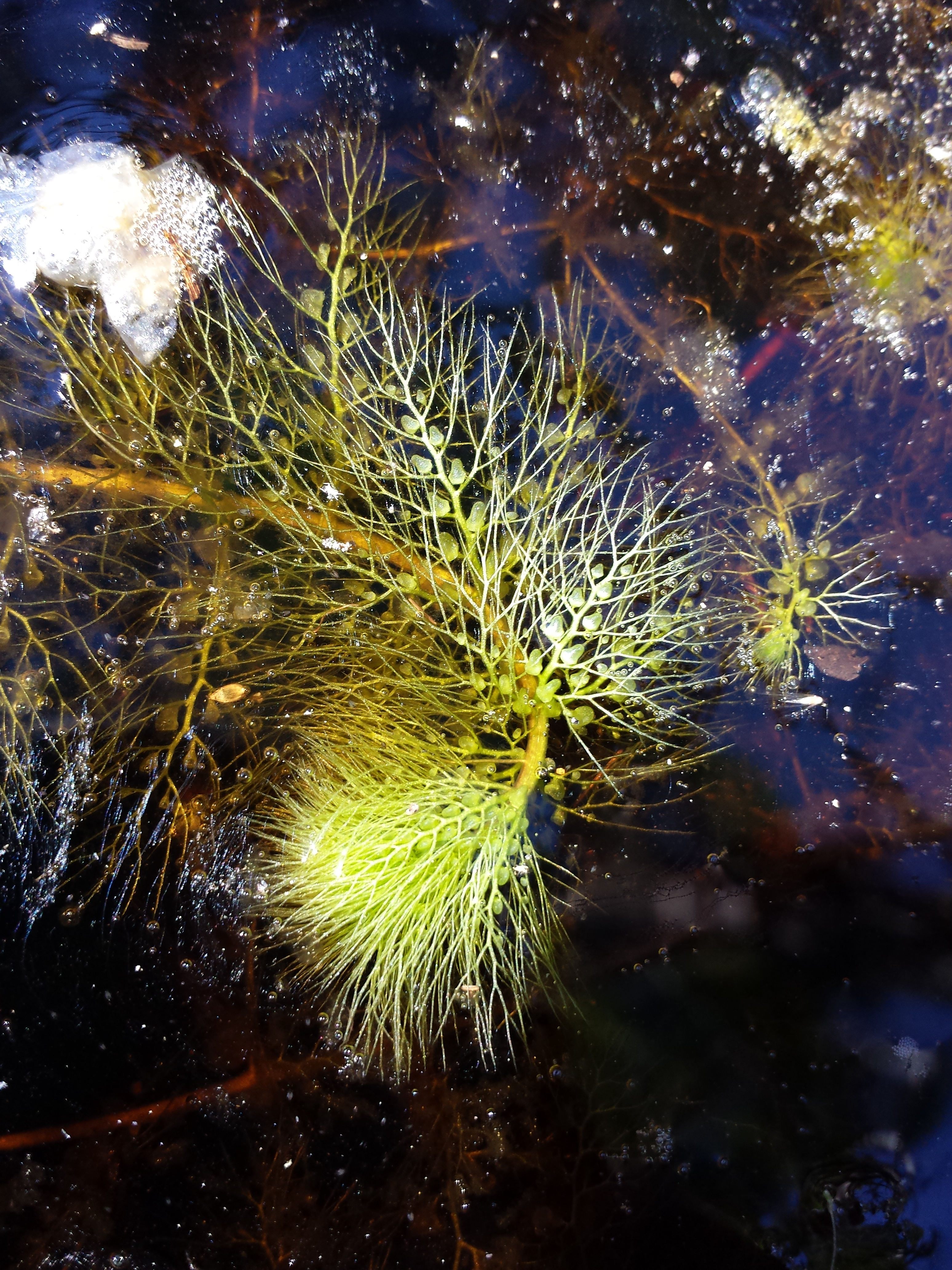
Стебла з листками і пухирцями

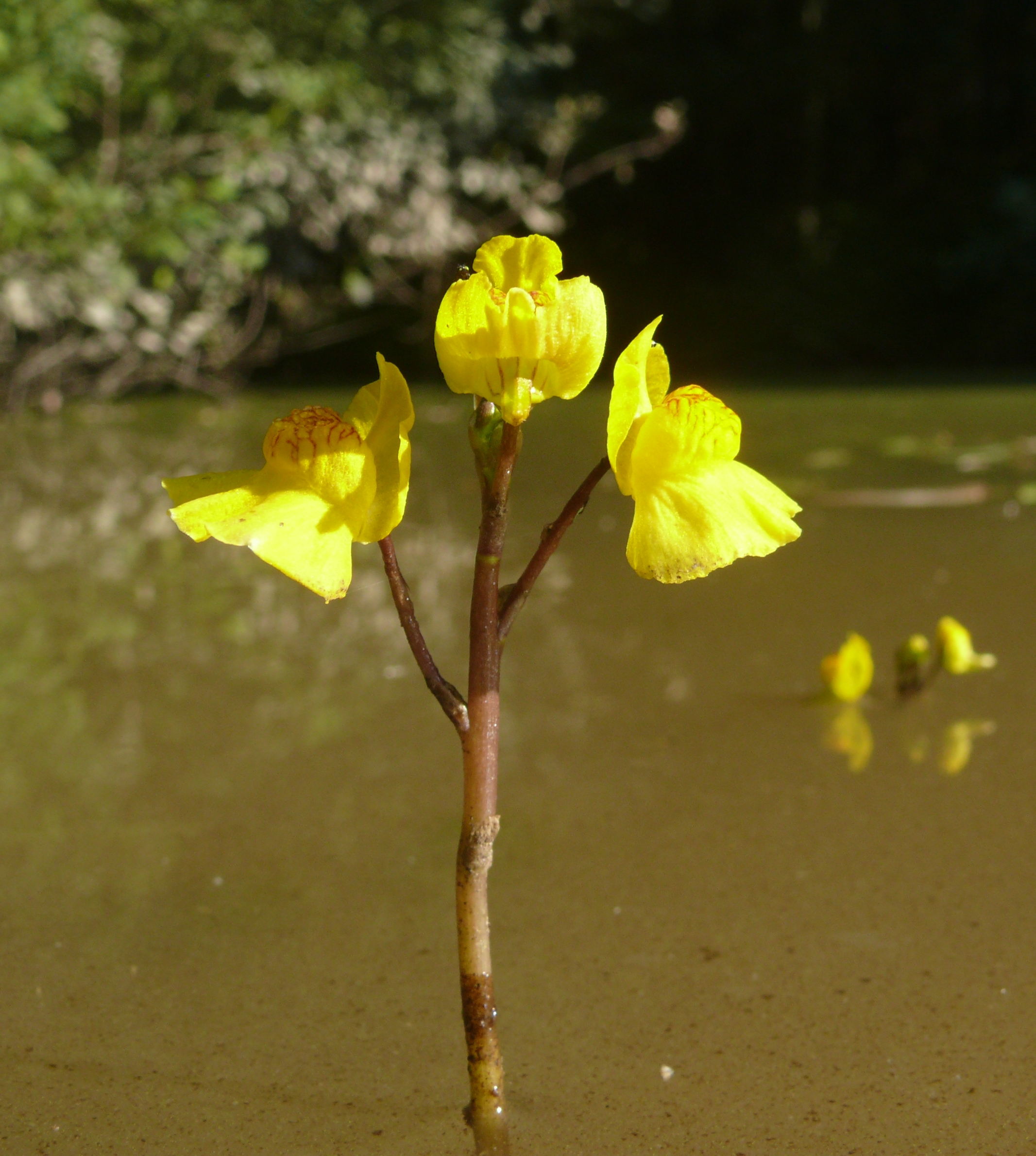
Суцвіття

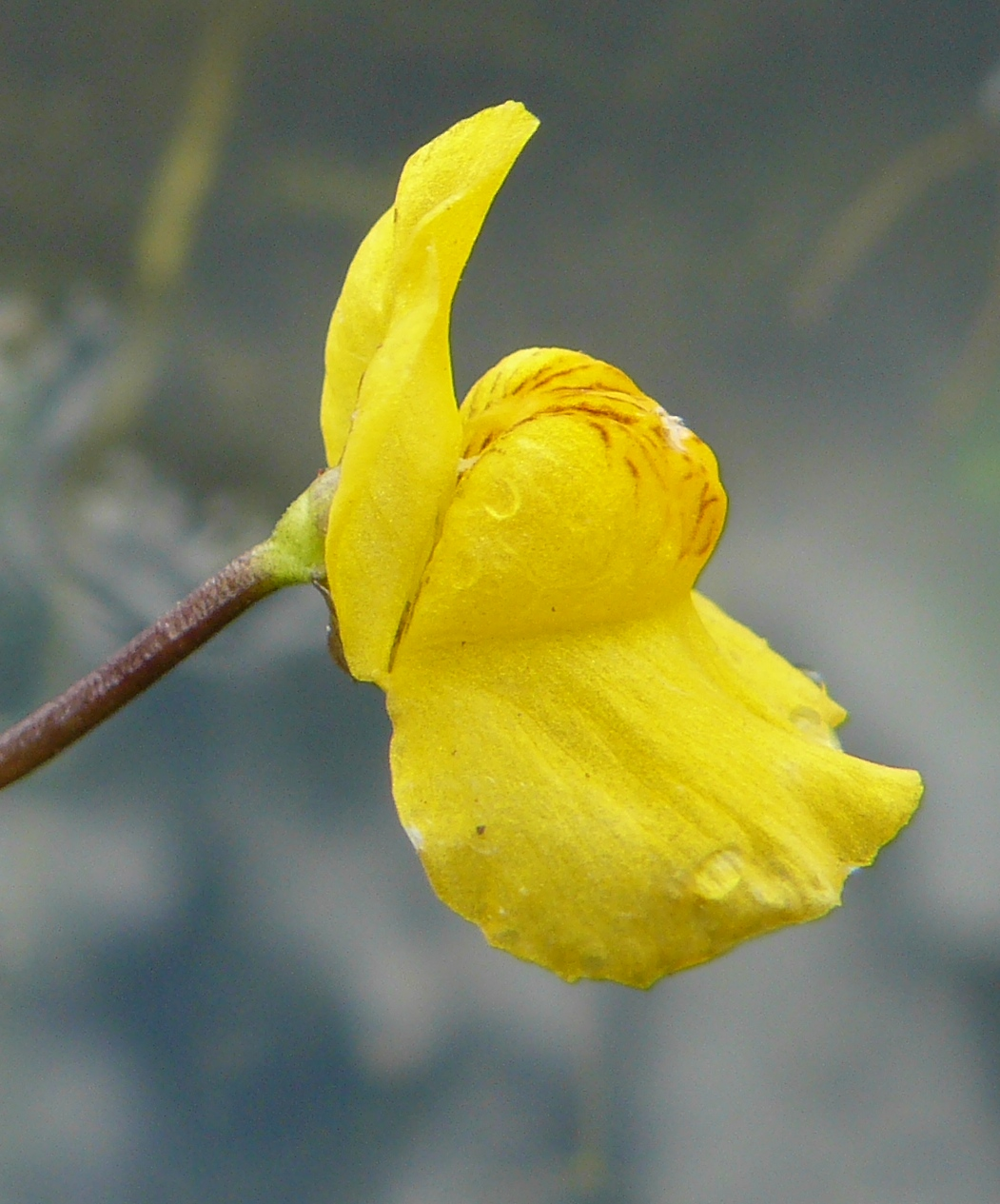
Квітка великим планом

Трав'яниста рослина, що вільно плаває у поверхневому шарі води, плейстофіт. Корені відсутні. Стебла завдовжки 10-60 см, інколи можуть сягати 1,5 м. Листки кількаразово розсічені на ниткоподібно-лінійні частки, частина яких перетворена в повітряні ловчі пухирці, кількість яких на кожному з пагонів коливається від 80 до 200 штук.
Суцвіття — 3-12-квіткова китиця, піднесена над поверхнею води. Вісь суцвіття змієподібно вигнута та потоншується біля верхівки. Квітконіжки у 3-5 разів довші за приквітки. Віночок 12-18 мм завдовжки, жовтий з червоними смужками, двогубий. Верхня губа в 2-3 рази довша за випуклу нижню. Шпорка загострена, завдовжки 5-7,5 мм. Маточка з майже сидячою дволопатевою приймочкою складається з двох плодолистків. Тичинки вільні. Пилкові зерна сплющено-кулясті, в обрисі з полюса 12-15 лопатеві, з малопомітною текстурою. Плід — багатонасінна куляста коробочка завширшки 4 мм.
Число хромосом 2n = 44.

## Екологія
Подібно до інших представників роду ця рослина віддає перевагу стоячим або слабопроточним, чистим і добре прогрітим водоймам, але, на відміну від інших пухирників, полюбляє воду з високим вмістом мінеральних солей. Трапляється в ставках, меліоративних каналах, старицях, озерах, які живляться водою мінеральних джерел. До значень pH невибаглива — переносить як лужні, так і кислі показники. У передгір'ях підіймається до висоти 100–115 м над рівнем моря. Формує рослинні асоціації, в яких частка цього виду доходить до 20-80%.
Оскільки пухирник південний не має коренів, всмоктувати азотисті сполуки з ґрунту він не здатен. Їх нестачу він компенсує ловом дрібних безхребетних. Комахи та їх личинки, наближаючись до пухирців, засмоктуються всередину рухом води і утримуються за допомогою спеціальних клапанів, доки не будуть перетравлені ферментами.
Квітне у червні-липні, плодоносить у серпні-вересні. Розмножується переважно вегетативно, насіннєве розмноження рідкісне.

## Поширення
Первинний ареал охоплював Австралію та Північний острів Нової Зеландії, звідки цей вид поширився до теплих і помірних регіонів інших континентів. Наразі пухирник південний можна знайти в Китаї, на Японських островах, у Центральній та Південній Африці, а в Європі він розповсюджений по всіх узбережних ділянках, включно із Середземномор'ям, Атлантичним узбережжям, півднем Скандинавії, заходом європейської частини Росії.
В Україні пухирник південний вперше описали на Закарпатті: у 1997 році в річці Латориця поблизу села Великі Геївці, потім біля сел Драгиня і Дийда. В 2006 році дослідження озера Банське біля Косова виявило досить велику популяцію цього виду. Є підстави вважати, що він може траплятися і в інших водоймах Прикарпаття. Водночас, попередні знахідки пухирника південного біля Львова і Києва не підтверджені.

## Значення і статус виду
На стан українських популяцій впливає лише безпосереднє знищення біотопів внаслідок спрямлення річищ, осушення, руйнування стариць, забруднення. Певну роль відіграє і незначна кількість водойм з відповідними гідрохімічними умовами. Вид занесений до Червоного списку Закарпаття та Червоного списку судинних рослин Карпат, охороняється в національному природному парку «Гуцульщина», заказниках «Став» та «Дідівський Міц». За межами України визнаний рідкісним в Швейцарії і Польщі.
Господарського значення пухирник південний не має, але може застосовуватися як декоративна рослина.

## Підвиди
- Utricularia australis f. fixa (Komiya) Komiya & Shibata (1980)
- Utricularia australis f. tenuicaulis (Miki) Komiya & N. Shibata (1980)
- Utricularia australis mod. platylobus (Glueck) D.Schmidt (1985)
- Utricularia australis var. tenuicaulis (Miki) S.Hatusima (1994)

## Синоніми
| - Utricularia incerta Kamienski - Utricularia jankae Velen. - Utricularia japonica Makino - Utricularia mairii Cheeseman - Utricularia mutata (Döll) Leiner - Utricularia neglecta Lehm. - Utricularia pollichii F. Schulz - Utricularia protrusa Hook. f. - Utricularia sacciformis Benj. | - Utricularia siakujiensis Nakaj. ex H. Hara - Utricularia spectabilis Madauss ex Schreiber - Utricularia tenuicaulis Miki - Utricularia vulgaris var. japonica (Makino) Yamanaka - Utricularia vulgaris var. mutata Döll - Utricularia vulgaris var. neglecta (Lehm.) Coss. & Germ. - Utricularia vulgaris var. tenuicaulis (Miki) F.T. Kuo ex J.Y. Hsiao - Utricularia vulgaris f. tenuicaulis (Miki) Komiya - Utricularia vulgaris f. tenuis Saelan |